# Esson

Esson este o comună în departamentul Calvados, Franța. În 1 ianuarie 2022 avea o populație de 570 de locuitori.